# 이치진샤 문고
이치진샤 문고(一迅社文庫 이치진샤 분코[*], Ichijinsha Pocket edition)는 일본의 출판사 이치진샤가 간행하는 소년향 라이트 노벨계 문고 레이블이다. 2008년 5월 20일 창간했다.

## 개요
자매 레이블인 소녀향 작품 중심의 이치진샤 문고 아이리스(2008년 7월 19일 창간)가 있고, 신인상을 이치진샤 문고 대상으로 공동으로 실시하고 있다.
다른 라이트 노벨 레이블에 비해 성적 표현에 대한 규제를 강화하는 편집 방침을 취하고 있어, 작가에게는 직접적인 성행위 묘사 금지와 함께 성적인 의미의 단어를 다른 은어로 바꾸도록 지시하고 있다. 그러나, 어덜트 게임 원작의 작품들은 다른 많은 레이블과 마찬가지로 발행하고 있다.
발행일은 매월 20일(일요일이나 공휴일일 경우 18일이나 19일이 되기도 한다)이다.
만화 사업부도 존재하며, 월간 코믹 REX를 발간한다.